# Leonhard Kleitner
Josef Leonhard Kleitner (* 29. April 1851 in Täfertingen; † 31. Dezember 1914 in Frankreich) war ein deutscher Lehrer und Abgeordneter.
Kleitner war freiresignierter Studienlehrer. Am 4. Januar 1886 rückte er als Nachfolger des ausgetretenen Martin Habersbrunner in die Kammer der Abgeordneten des Bayerischen Landtags nach, dem er bis zum Ende der Wahlperiode im Juli 1886 angehörte.
Von 1888 bis 1896 war er Gemeindebevollmächtigter. Kleitner ist Ehrenbürger der Gemeinde Ruhpolding.